# Kaple svaté Kunhuty (Hojsova Stráž)
Poutní kaple svaté Kunhuty je barokní stavba z 18. století, postavená na místě starší kaple z počátku 15. století. Stojí v osadě Prenet pod stejnojmenným vrchem na severozápadní Šumavě, na katastrálním území vsi Hojsova Stráž.

## Umístění
Vrch Prenet se nachází v severo-západní části Šumavy a je součástí hřebenu vedoucího z Pancíře nad Železnou Rudou přes Můstek. Od Prenetu cesta klesá k obci Zelená Lhota.

## Historie
První písemná zpráva o osídlení Prenetu pochází  z roku 1040 a je spojena s vybíráním tzv. prenetského cla na obchodní cestě. Ta vedla z bavorského Zwieselu přes Železnou Rudu, kde vystoupala na Pancíř a pak přes Můstek se dostala na Prenet, z něhož pak klesala směrem ke Klatovům. Ve středověku byla pro obchod obdobně významná jako cesta vedoucí z bavorského Pasova do Prachatic. Většinou šlo o dopravu soli, kůží a později i stříbra. V té době byl hřeben bez lesů, což umožňovalo dobrou orientaci v kraji.  Zdejší území bylo v držení českých králů od dob Přemyslovců a většinou bylo v zástavě pánů z Janovic nad Úhlavou. Postupem doby v těchto místech vznikla osada, v níž se pocestní zastavovali k odpočinku. V roce 1408 zde pan Bohuslav Racek z Janovic nechal postavit kapli a dům pro celníka. Kaple spadala  původně pod nedalekou faru v Dešenicích, ale její určení se v průběhu doby měnilo. Od roku 1850 byl Prenet i s výstavbou připojen k Hojsové Stráži.

## Popis

### Exteriér
Kaple sv. Kunhuty byla postavena v jednoduchém gotickém stylu a dodnes si zachovala původní podobu. Byla i známým poutním místem pro přilehlé okolí, kde se kromě osad nacházely na svazích roztroušené jednotlivé dvory. Prenetský svah byl nejvíce zalidněn v 19. století. Po skončení 2. světové války byla osada vylidněna v důsledku odchodu německého obyvatelstva. Svahy byly zalesněny v 50. létech 19. století a okolní kraj změnil svůj vzhled.

### Interiér
Interiér kaple je na horské podmínky poměrně prostorný a byl umělecky i hodnotou výzdoby vyvážený. Po opuštění místa německými obyvateli a zalesnění hřebene i obou svahů Prenetu chátral jak exteriér, tak i interiér. Do současné doby se zachoval poškozený oltář a obraz sv. Kunhuty, které byly při nedávné renovaci opraveny. K obnově kaple přispělo značnou měrou Občanské sdružení Společnost Hojsova Stráž a též jednotlivci finančními dary.